# Lobini

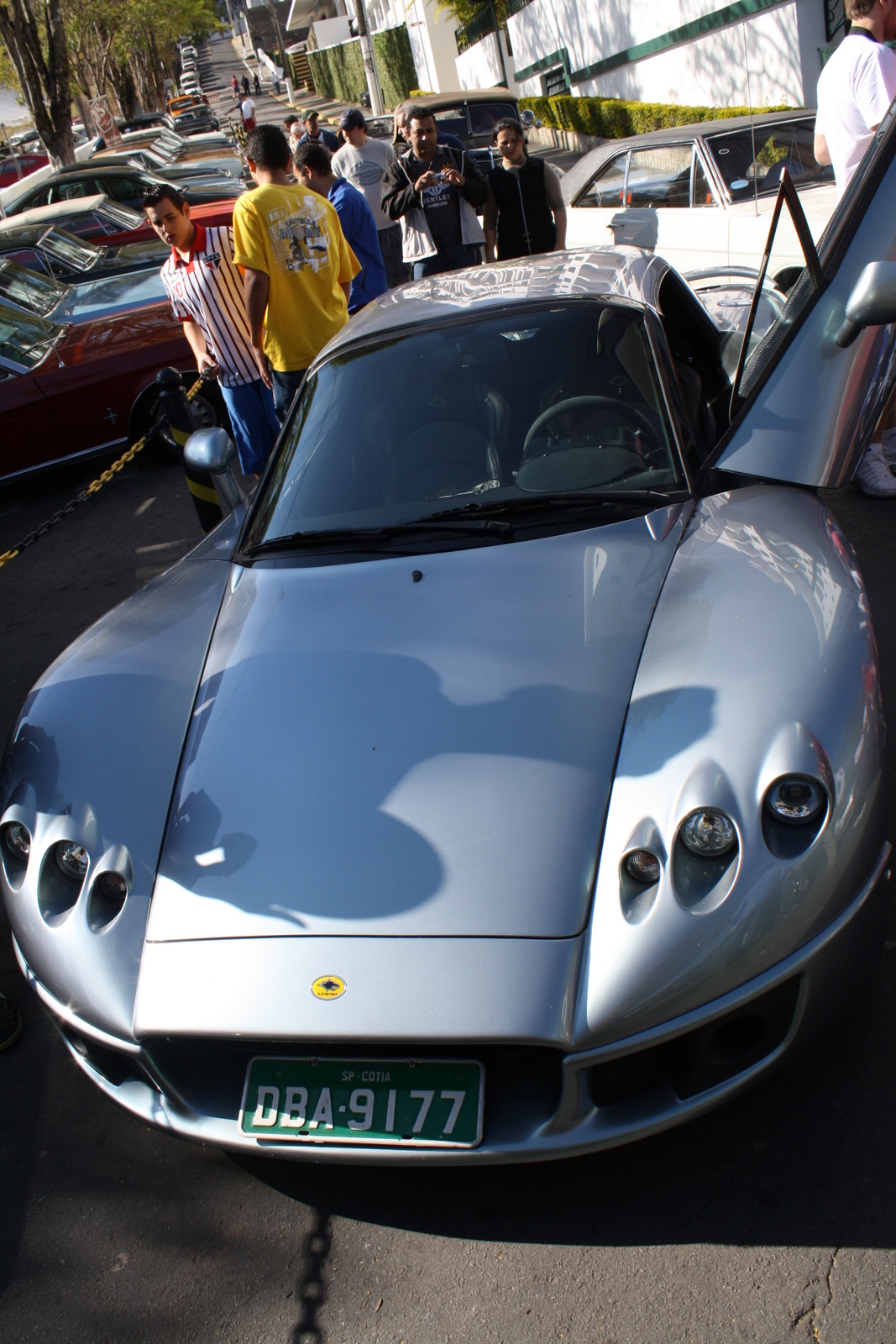
Lobini H1.

Lobini est une marque de voiture indépendante brésilienne créée en 1999. Elle est fabricante d'une voiture de sport, la H1 (en) commercialisée pour la première fois en 2005. Depuis 2006, la marque appartient à Brax Automóveis et l'année suivante une nouvelle version de la H1 apparait.